# George Winslow Plummer
George Winslow Plummer (Boston, 1876. augusztus 26. – New York, 1944. január 23.) író, a Societas Rosicruciana in America imperátora és Legfelsőbb Mágusa (Supreme Magus) 1909 és 1944 között.

## Tanulóévek
A rhode island-i Brown Egyetemen szerzett diplomát, majd utána New Yorkba költözött és művészként élte életét. Itt lett szabadkőműves is és mesterré avatása után bekapcsolódott a kőművességen belül működő Societas Rosicrucianae Republica Confoedera America (SRRCA) tagszervezet munkájába. Amikor Sylvester Clark Gould 1907-ben a szabadkőművességtől független szervezetet alapított, vele tartott. Gouldtól, még 1909-ben bekövetkezett halála előtt, teljes beavatást és felhatalmazást kapott a szervezet vezetéséhez. A tisztségét haláláig viselte.

## Működése
Hivatali ideje alatt alakult ki a szervezet jelenlegi felépítése. 1935-ös megalapítása óta a Metropolitan Consistory No. 1 beavatottja volt. Számos könyvet írt, melyek a szervezet kiadásában jelentek meg.

## Művei
- George Winslow Plummer. The Rosicrucian Philosophy – according to the Rosicrucian Creed (angol nyelven). Whitefish, Montana, USA: Kessinger Publishing [1941] (2010). ISBN 978-1162840369
- George Winslow Plummer. Consciously Creating Circumstances (angol nyelven). Book Tree [1935] (2007). ISBN 9781585093106
- George Winslow Plummer. The Rational of Rosicrucianism (angol nyelven). Whitefish, Montana, USA: Kessinger Publishing (2011). ISBN 9781169853515
- George Winslow Plummer. Rosicrucians and Incarnation (angol nyelven). Whitefish, Montana, USA: Kessinger Publishing (2010). ISBN 9781169182776
- George Winslow Plummer. The Art of Rosicrucian Healing – Rosicrucian wisdom teachings (angol nyelven). SRIA [1947] (1988)
- George Winslow Plummer. Esoteric Masonry (angol nyelven). SRIA [1931-1932] (1988)

- Khei (G. W. Plummer). The Rosicrucian Symbology – A Treatise Wherein the Discerning Ones Will Find the Elements of Constructive Symbology and Certain Other Things (angol nyelven). Forgotten Books [1916] (2018). ISBN 978-1-334-27963-8
- Khei (G. W. Plummer). Physical Mediumship – According to Rosicrucian Philosophy (angol nyelven). Whitefish, Montana, USA: Kessinger Publishing (2005). ISBN 9781425318109
- Khei (G. W. Plummer). Christian Rosencreutz and His Real and Alleged Connection with Rosicrucians (angol nyelven). Whitefish, Montana, USA: Kessinger Publishing (2010). ISBN 9781162864860

## Fordítás
- Ez a szócikk részben vagy egészben  a   George Winslow Plummer című angol Wikipédia-szócikk fordításán alapul.  Az eredeti cikk szerkesztőit annak laptörténete sorolja fel. Ez a jelzés csupán a megfogalmazás eredetét és a szerzői jogokat jelzi, nem szolgál a cikkben szereplő információk forrásmegjelöléseként.